# Judith Scott (artista)
Judith Scott (1 de maio de 1943 – 15 de março de 2005) foi uma escultora americana que utilizava fibra como material de base. Ela era surda e tinha Síndrome de Down. Apesar disso, ela ficou conhecida internacionalmente por sua arte. Em 1987, Judith foi matriculada no Creative Growth Art Center em Oakland, Califórnia, uma entidade que ajuda pessoas com deficiências de desenvolvimento. Lá, Judith descobriu sua paixão e talento pela arte abstrata em fibra e foi capaz de se comunicar de uma nova forma. Uma bibiografia da vida de Judith, Entwined: Sisters and Secrets in the Silent World of Artist Judith Scott (Entrelaçacas: Irmãs e segredos no silencioso mundo da artista Judith Scott), foi escrito por sua irmã gêmea, Joyce Wallace Scott, e publicado em 2016.
Judith nasceu em uma família de classe média em Cincinnati, Ohio, em 1 de maio de 1943, junto com sua irmã gêmea Joyce. Ao contrário de Joyce, Judith nasceu com Síndrome de Down. Durante a infância, Judith teve Escarlatina, o que a fez perder a audição. Como isso permaneceu desconhecido até muito mais tarde em sua vida, Judith nunca foi ensinada a sinalizar, ler lábios ou falar quando criança.
Judith passou seus primeiros sete anos e na casa dos pais, com a irmã gêmea e os irmãos mais velhos. Embora a diferença de desenvolvimento entre as duas meninas fosse aparente, "os pais procuraram conscientemente tratar da mesma forma os membros mais jovens da família".
No entanto, quando chegou a hora das meninas começarem a ir à escola, Judith foi considerada “ineducável”. Havia apenas uma sala de aula para crianças com deficiência e apesar disso ela não conseguiu passar nos testes de admissão verbais, devido à sua surdez ainda não diagnosticada. Então, por recomendação médica, seus pais a colocaram na Columbus State Institution (antiga Columbus State School), uma instituição para pessoas com deficiência mental, em 18 de outubro de 1950. Essa separação teve um efeito profundo em ambas as gêmeas.
Os registros dos primeiros anos de Judith na Instituição indicam que ela tinha um QI de 30 (com base em testes orais antes de sua surdez ser reconhecida). Por esta razão, foi-lhe negada qualquer oportunidade de formação. Privada de sua irmã gêmea, Judith ficou gravemente alienada e logo surgiram problemas comportamentais. Seu relatório clínico afirma que "Ela não parece ter um bom contato com o ambiente. Ela não se dá bem com outras crianças, é inquieta, come de maneira bagunçada, rasga a roupa e bate em outras crianças. Sua presença na instituição é uma influência perturbadora." Logo depois, ela foi transferida para outro abrigo menor em Gallipolis, Ohio.
Em 1985, após 35 anos de separação completa e longas e difíceis negociações, Joyce tornou-se a guardiã legal de sua irmã e trouxe-a para morar em sua casa na Califórnia, um estado onde todos os cidadãos com deficiência mental têm direito a uma educação contínua.
Judith morreu de causas naturais na casa de sua irmã em Dutch Flat, Califórnia, poucas semanas antes de completar 62 anos. Ela sobreviveu quase cinquenta anos a mais que sua expectativa de vida ao nascer.

## Arte
Em 1º de abril de 1987, Judith começou a frequentar o Creative Growth Art Center em Oakland, uma das primeiras organizações do mundo a fornecer ateliê para artistas com deficiência. Durante quase dois anos, Judith demonstrou pouco interesse por qualquer atividade artística. Ela não era excepcional com a pintura. Ela rabiscou laços e círculos, mas seu trabalho não continha imagens representacionais, e ela estava tão desinteressada que a equipe estava pensando em encerrar seu envolvimento no programa.
Foi só quando Judith observou casualmente uma aula de arte em fibra ministrada pela artista visitante Sylvia Seventy que ela teve seu avanço artístico. Ela fez sua primeira escultura por volta de 1988. Usando os materiais disponíveis, Judith inventou espontaneamente sua própria forma de expressão artística, única e radicalmente diferente. Enquanto outros alunos costuravam, ela esculpia com um zelo e uma concentração sem precedentes.
Seus dons criativos e foco absoluto foram rapidamente reconhecidos, e ela teve total liberdade para escolher seus próprios materiais. Pegando todos os objetos que encontrava, independentemente do proprietário, ela os entrelaçavam em fios coloridos cuidadosamente escolhidos para criar diversas esculturas de diversos formatos. Alguns se assemelham a casulos ou partes do corpo, enquanto outros são pranchas alongadas. Muitas de suas obras também apresentam pares, refletindo a experiência de Judith como gêmea. Judith trabalhou em sua arte cinco dias por semana durante dezoito anos, produzindo mais de 200 peças no total.
Devido a sua deficiência auditiva e dificuldades para se comunicar, muitas exposições de seus trabalhos foram organizados sem seu conhecimento, tornando-se grandes surpresas. Judith teve sua primeira exposição em 1999, no Creative Growth Art Center onde, algumas horas antes da abertura da exposição, reveu peças de trabalho que não via há anos. Ela e, posteriormente, os visitantes deram as boas-vindas às peças. A exposição coincidiu com a publicação do livro Metamorphosis: The Fiber Art of Judith Scot, de John MacGregor. Juntos, esses eventos ajudaram a impulsioná-la ao reconhecimento mundial.
O trabalho de Judith foi apresentado em uma retrospectiva no Museu do Brooklyn em 2014, que foi aclamado em Nova Iorque. Ela também foi tema de grandes shows na Suíça e no Japão.

### Coleções
O trabalho de Judith tornou-se imensamente popular no mundo da arte outsider (ou art brut) e suas peças são vendidas por quantias substanciais. Judith é agora aclamada como uma artista contemporânea, não mais apenas como leiga. Sua arte está presente nas coleções permanentes de muitos museus, incluindo: Museu de Arte Moderna (Manhattan, Nova York), Museu of American Folk Art (Manhattan, Nova York), Intuit: The Center for Intuitive and Outsider Art (Chicago, Illinois), Irish Museum of Modern Art (Dublin), The Oakland Museum (Oakland, CA), L'Aracine Musee D' Art Brut (Paris, França), Art Brut Connaissance & Diffusion Collection (Paris e Praga), Collection de l'art brut (Lausanne, Suíça).

## Filmografia
| Ano  | Título                                                                                    | Tipo         | Comprimento | Notas |
| ---- | ----------------------------------------------------------------------------------------- | ------------ | ----------- | --- |
| 2006 | Outsider: The Life and Art of Judith Scott (Desconhecida: A Vida e Arte de Judith Scott). | Documentário | 30 minutos  | Feito pela cineasta de São Francisco Betsy Bayha. |
| 2006 | ¿Qué tienes debajo del sombrero? (O que está debaixo do seu chapéu?)                      | Documentário | 75 minutos  | Feito por Lola Barrera e Iñaki Peñafiel. |
| 2006 | Les Cocons Magiques de Judith Scott (Os casulos mágicos de Judith Scott).                 | Documentário | 36 minutos  | Feito por Philippe Lespinasse, filmado algumas semanas antes da morte de Judith.                                                                                           |
| 2009 | Make (Fazer)                                                                              | Documentário | 69 minutos  | O filme produzido por Scott Ogden e Malcolm Hearn examina a vida e as técnicas de criação artística de Hawkins Bolden, Judith Scott, Prophet Royal Robertson e Ike Morgan. |

## Exposições
Abaixo está uma lista de exposições notáveis selecionadas de Judith Scott.

### Exposições individuais
- 2018 – Judith Scott: Touchdown (Judith Scott: aterrisagem), Creative Growth Art Center, Oakland, Califórnia
- 2014-15 - Bound and Unbound (Vinculada e desvinculada), Brooklyn Museum, Brooklyn, Nova Iorque[23]
- 2009 – Judith Scott: Retrospectiva (Judith Scott: Retrospectiva), Galeria Ricco Maresca, Nova York, Nova York
- 2002 – Cocoon: Judith Scott (Casulo: Judith Scott), Galeria Ricco-Maresca, Nova York, Nova Iorque[24]

### Exposições coletivas
- 2019 – Memory Palaces: Inside the Collection of Audrey B. Heckler (Palácios de Memória: Dentro da Coleção de Audrey B. Heckler), American Folk Art Museum, Nova Iorque, Nova Iorque
- 2019 – The Doors of Perception (As portas da percepção), curadoria de Javier Téllez em colaboração com Outsider Art Fair, Frieze Art Fair, Nova Iorque, Nova Iorque
- 2019 – Flying High: Women Artists of Art Brut (Voando alto: Mulheres artistas da art brut), Bank Austria Kunstforum, Viena
- 2018 – Outliers e American Vanguard Art (Atípicos a vanguarda da arte americana), National Gallery of Art, Washington DC
- 2017 – Forget Me Not: Judith Scott (Não me esqueça: Judith Scott), Museu de Arte Zuckerman, Kennesaw, Geórgia [25]
- 2017 – Viva Arte Viva, 57ª Bienal de Veneza, Veneza, Itália [26]
- 2015 – Collection ABCD (Coleção ABCD), La Maison Rouge, Paris, França [27]
- 2013 – Create (Criar), Creative Growth Art Center, Oakland, Califórnia
- 2013 - Criar (Criar), Museu de Arte de Boca Raton, Boca Raton, Flórida [28]
- 2013 - Extreme Art (Arte Extrema), The Aldrich Contemporary Art Museum, Ridgefield, Connecticut [29]
- 2012 – Rosemarie Trockel: A Cosmos (Rosemarie Trockel: Um cósmos), Novo Museu de Arte Contemporânea, Nova Iorque, Nova Iorque
- 2011 – World Transformers (Transformadores do mundo), Schirn Kunsthalle Frankfurt, Frankfurt, Alemanha
- 2005 - Creative Growth (Crescimento criativo), The Ricky Jay Broadside Collection, Yerba Buena Center for the Arts, São Francisco, Califórnia [30]
- 2000 - Visions (Visões), American Visionary Art Museum, Baltimore, Maryland [31]

## Links externos
- Perfil de Judith Scott, Creative Growth Art Center
- Clipe de 'Outsider: The Life and Art of Judith Scott, um filme de Betsy Bayha